# Юрій Олійник

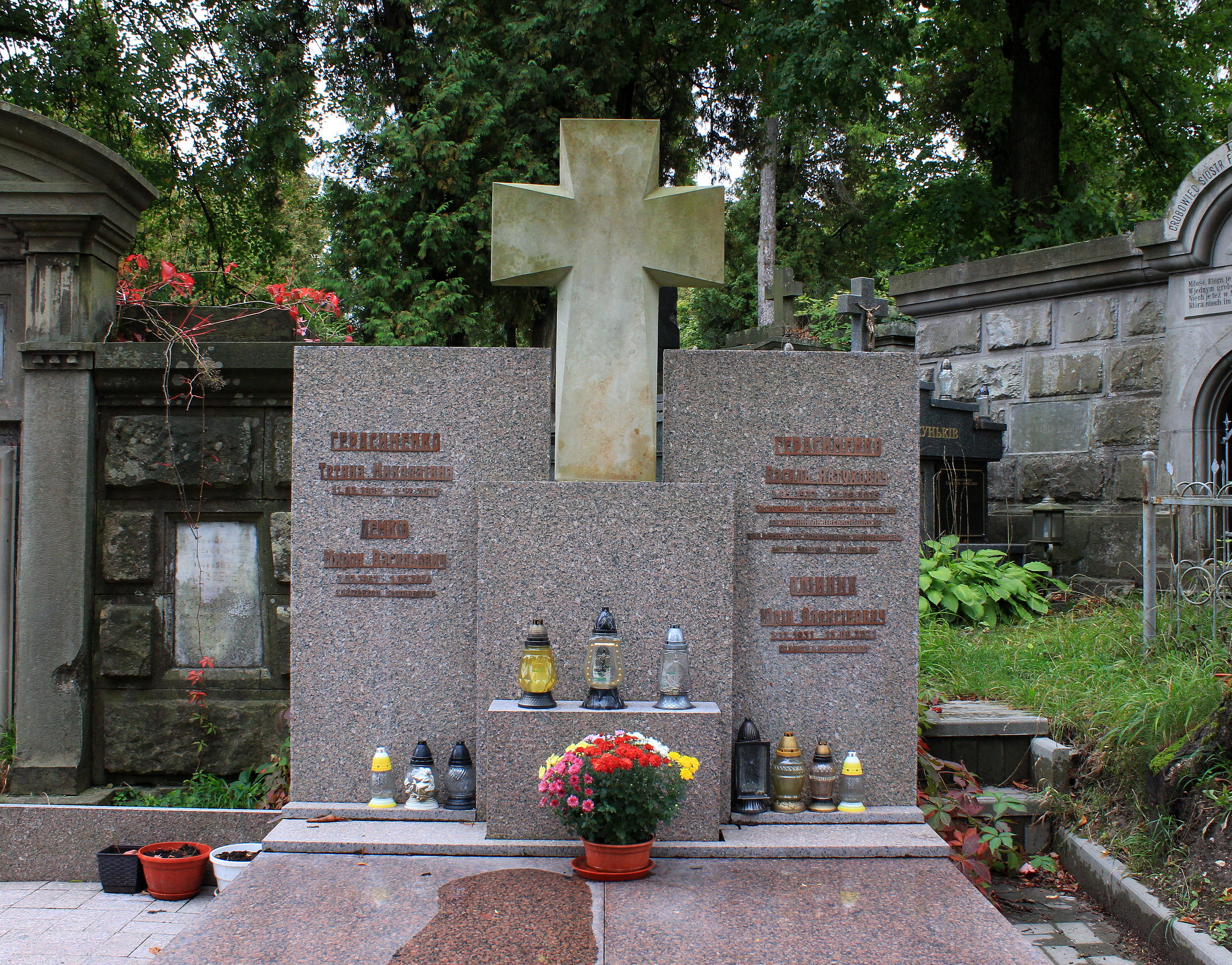
Гробниця, у якій похований композитор Юрій Олійник.

Юрій Олійник (1 грудня 1931, м. Тернопіль — 13 вересня 2021, м. Сакраменто, США) — піаніст, композитор, педагог, діяч української культури, закордонний член Національної спілки композиторів України

## Життєпис
Син правника Олексія Олійника, брат Оксани Олійник (Школьник). Дитинство минуло в с. Купчинці (нині Козівського району Тернопільської області). Навчався в гімназіях у Тернополі та Німеччині (від 1944). Після вимушеної еміграції, перебуваючи в таборах для переселенців у Німеччині, навчався у відомого піаніста і педагога Романа Савицького. Згодом, у Баварії його вчителем був Франц Вагнер.
У 1950 році родина переїхала до США, де Юрій закінчив музичний інститут у м. Клівленд (1956, бакалавр) і університет Кейс Вестерн Резерв (1959, магістр). Викладач гри на фортепіано, теорії та композиції у консерваторії в м. Сан-Франциско (1960—1967), Каліфорнійському університеті (1985—1987, 1990—1993) та ін. Виступав із дружиною — бандуристкою Ольгою Герасименко.
У репертуарі — твори Василя Барвінського, Миколи Колесси, Станіслава Людкевича, Левка Ревуцького, Романа Савицького та інші, власні. Як композитор використовував інтонаційні витоки трипільської культури. Автор оригінальних композицій: для бандури — соната, токата, рондо «Українське Різдво»; цикл сюїт для бандури і фортепіано «Чотири подорожі в Україну» (1994) — «Весняний танок», «Обжинки», «Всебарвна осінь», «Зимові контрасти»; 4-и концерти для бандури і симфонічного оркестру.
Голова товариства Збереження української спадщини Північної Каліфорнії. Власним коштом видав книгу-довідник про культурне життя України. Авторський вечір Юрія Олійника відбувся в 1995 році у Львівській філармонії.
Помер 13 вересня 2021 року в м. Сакраменто, Каліфорнія.Похований у Львові, на 68 полі Личаківського цвинтаря.

## Нагороди
- Почесна грамота Кабінету Міністрів України (19 жовтня 1999): «за вагомий особистий внесок у розвиток та популяризацію української культури за кордоном, збереження національного мистецтва, творчу ініціативу в організації та проведенні мистецьких заходів»[2]
- Орден «За заслуги» ІІІ ступеня (2008): «за вагомий внесок у популяризацію історичних та сучасних надбань України у світі»
- Почесна Відзнака Міністерства закордонних справ України ІІІ ступеня (2011): «за значний особистий внесок у збереження і розвиток українського музичного мистецтва, зміцнення українсько-американських відносин, утвердження позитивного іміджу України у світі та з нагоди 80-річчя від дня народження»